# Tomás Frías Ametller
Tomás Frías Ametller (Potosí, 21 dicembre 1804 – Firenze, 10 marzo 1884) è stato un politico boliviano.
Ministro plenipotenziario in Cile dal 1871, fu presidente della Bolivia nel 1872 e dal 1874 al 1877.
Rovesciato dal colpo di Stato di Hilarion Daza Groselle, andò in esilio in Italia, dove morì.